# Fronteira Bolívia–Peru
A fronteira entre Bolívia e Peru é a linha que limita os territórios da Bolívia e do Peru. Começando na selva amazónica no ponto de tríplice fronteira com o Brasil (perto de Assis Brasil, estado do Acre), a fronteira segue para sul a oeste da região boliviana de Caupolican. Corta o lago Titicaca, a península de Copacabana e o Estreito de Tiquina (pelo que divide tanto a parte menor como a maior do lago andino). É retomada a divisão territorial na margem sul do lago, seguindo para sul até atingir a tríplice fronteira com o Chile, num ponto a sudoeste do Cerro Cirque, um alto pico dos Andes.

## História
A Guerra do Pacífico, que terminou em 1884, alterou a linha da fronteira entre ambos os países: a Bolívia perdeu seu único acesso ao mar em favor do Chile.
A fronteira boliviana-peruana foi delimitada por quatro tratados: o Tratado de Demarcação de Fronteiras entre o Peru e a Bolívia firmado em 1902; o Tratado de Retificação da Fronteira entre Peru e Bolívia, assinado em La Paz, em 17 de setembro de 1909; o Protocolo assinado em 3 de junho de 1925 e o Protocolo Ratificatório assinado em La Paz em 15 de janeiro de 1932.